# Hillomyia polita
Hillomyia polita är en tvåvingeart som först beskrevs av Malloch 1929.  Hillomyia polita ingår i släktet Hillomyia och familjen parasitflugor. Inga underarter finns listade i Catalogue of Life.